# Mîkolaiivka, Mlîniv
Mîkolaiivka (în ucraineană Миколаївка) este localitatea de reședință a comunei Mîkolaiivka din raionul Mlîniv, regiunea Rivne, Ucraina.

## Demografie
Componența lingvistică a localității Mîkolaiivka
     Ucraineană (100%)
Conform recensământului din 2001, toată populația localității Mîkolaiivka era vorbitoare de ucraineană (100%).